# Deutsche Fußball-Amateurmeisterschaft 1957
Deutscher Fußball-Amateurmeister 1957 wurde der VfL Benrath. Im Finale in Hannover siegte er am 23. Juni 1957 mit 4:2 gegen den BFC Alemannia 90.

## Teilnehmende Mannschaften
Es nahmen die Amateurmeister der fünf Regionalverbände teil:
| Mannschaft             | Regionalverband      |
| ---------------------- | -------------------- |
| BFC Alemannia 90       | Berlin               |
| Werder Bremen Amateure | Nord                 |
| FC 08 Homburg          | Rheinland-Pfalz-Saar |
| TSV Amicitia Viernheim | Süd                  |
| VfL Benrath            | West                 |

## Ausscheidungsspiel
|                  | Ergebnis |                   |
| ---------------- | -------- | ----------------- |
| BFC Alemannia 90 | 3:2      | Werder Bremen Am. |

## Halbfinale
|                  | Ergebnis |                        |
| ---------------- | -------- | ---------------------- |
| BFC Alemannia 90 | 2:0      | TSV Amicitia Viernheim |
| VfL Benrath      | 3:2      | FC 08 Homburg          |

## Finale
| VfL Benrath                                               | VfL Benrath | BFC Alemannia 90 | BFC Alemannia 90 |
| --------------------------------------------------------- | --- | --- | ---------------- |
| VfL Benrath                                               | \| Sonntag, 23. Juni 1957 in Hannover (Niedersachsenstadion) \| \| Ergebnis: 4:2 (1:0) \| \| Zuschauer: 60.000 \| \| Schiedsrichter: Kurt Tschenscher (Mannheim) \|                                  | \| Sonntag, 23. Juni 1957 in Hannover (Niedersachsenstadion) \| \| Ergebnis: 4:2 (1:0) \| \| Zuschauer: 60.000 \| \| Schiedsrichter: Kurt Tschenscher (Mannheim) \|                                      | BFC Alemannia 90 |
| VfL Benrath                                               | Reinhold Scheffler – Heinen, Josef Pehl, Werner Röhrl, Hans Günter Schöneseiffer, Werner Ries, Wolfgang Sichting, Philipp Neunzig, Heinz Fehling, Willi Meyer, Heinz Evers Cheftrainer: Franz Linken | Hans Schneider – Manfred Bolik, Heinz Döring, Gerhard Trappmann, Heinz Jeske, Horst Borngräber, Wolfgang Schunack, Horst Waclawiak, Günter Sell, Werner Franke, Horst Klammeck Cheftrainer: Hermann Paul | BFC Alemannia 90 |
| VfL Benrath                                               | 1:0 Fehling (35.) 2:0 Evers (59.) 3:2 Neunzig (74.) 4:2 Meyer (81.) | 2:1 Franke (61.) 2:2 Franke (73.) | BFC Alemannia 90 |
| Sonntag, 23. Juni 1957 in Hannover (Niedersachsenstadion) | | |                  |
| Ergebnis: 4:2 (1:0)                                       | | |                  |
| Zuschauer: 60.000                                         | | |                  |
| Schiedsrichter: Kurt Tschenscher (Mannheim)               | | |                  |